# Augusto Amaro
Pour les articles homonymes, voir Amaro.
Augusto Amaro, de son nom complet Augusto Marques Rodrigues Amaro, est un footballeur portugais né le 5 février 1911 à Estarreja et mort à une date inconnue. Il évoluait au poste de gardien de but.

## Biographie

### En club
Augusto Amaro est gardien de but du Benfica dans les années 1930,.
Avant l'apparition du Championnat du Portugal dans sa forme actuelle, les clubs portugais disputent leur championnat régional ainsi qu'un Championnat du Portugal dont le format se rapproche beaucoup de l'actuelle Coupe du Portugal. Avec Benfica, il remporte en 1935 l'édition du Championnat national appelée Campeonato de Portugal.
Si Augusto Amaro ne dispute aucun match du sacre de Benfica en 1936, il remporte deux titres en 1937 et en 1938.
Augusto Amaro termine sa carrière sur une dernière saison avec Benfica en 1938-1939.
Il dispute un total de 30 matchs en première division portugaise,.

### En équipe nationale
International portugais, il reçoit deux sélections en équipe du Portugal en 1934 lors d'un barrage pour la Coupe du monde 1934 contre l'Espagne. Le 11 mars, il entre en jeu à la 15e minute alors que le Portugal perd déjà 0-3. Le Portugal s'incline sur une défaite historique 0-9 à Madrid. Le 18 mars, lors du barrage retour, l'équipe portugaise perd sur le score de 1-2 à Lisbonne.

## Palmarès
Benfica Lisbonne
| - Championnat du Portugal (2) : - Champion : 1936-37 et 1937-38. - Campeonato de Portugal (1) : - Vainqueur : 1934-35. |  | - Championnat de Lisbonne (1) : - Champion : 1932-33. |